# New Amsterdam FC
Der New Amsterdam Football Club ist ein US-amerikanischer Fußballklub mit Sitz in der Town of Hempstedt im Bundesstaat New York.

## Geschichte
Im November 2019 wurde erstmals berichtet, dass es nebst der New York Cosmos, noch ein zweites NISA-Team im Staate New York geben soll. Im April 2020 wurde dann angekündigt, dass dieses Team unter dem Namen New Amsterdam FC der Liga beitreten wird. Vom Namen her referenziert dieser die Siedlung New Amsterdam, aus welcher später einmal das heutige New York City wurde. Nachdem Vorbild von Athletic Bilbao, kündigte der Sportdirektor im Mai 2020 an, dass sich der Kader zu 50 bis 60 Prozent aus Spielern aus New York speisen soll.
Der erste Auftritt der Mannschaft war schließlich im NISA Independent Cup, welcher statt der regulären Saison ausgetragen wurde. Gegen die Mannschaften aus der Mid-Atlantic Region hatte man aber fast keine Chance und so landete man mit nur einem Punkt hier auf dem letzten Platz der Gruppe. Auch in der Fall Season 2020 landete man in der Eastern Conference nur auf dem letzten Platz, diesmal komplett ohne eigenen Punktgewinn. Trotzdem durfte man an den Playoffs teilnehmen, welche aber in der eigenen Gruppe ein weiteres Mal auf dem letzten Platz endeten. Die Spring Season 2021 lief hier auch nicht besser und mit zwei Niederlagen war man die einzige Mannschaft im kompletten NISA Legends Cup, welche am Ende ohne Punkt dastand. Auch in der Phase 2 der Spielzeit beendete man die acht Spieltage mit nur einem Zähler.
Besser wurde es dann in der Fall Season 2021, wo sich die Mannschaft beim NISA Independent Cup in der New England Region mit vier Punkten aus drei Spielen zumindest auf dem zweiten Platz hinter dem Lansdowne Yonkers FC platzieren konnte. Die Regular Season verlief ebenfalls ordentlich und mit 23 Punkten endete man hier nach 18 Spieltagen auf dem vierten Platz. Von den Zuschauerzahlen her, war man aber nur auf Platz sechs und weit von den Größen der Liga entfernt. Für die Saison 2022 kündigte der Klub dann eine Pause an. Diese hält auch bis heute an. Laut der offiziellen Website ist man aber derzeit auf der Suche nach neuen Spielern und will im Jahr 2024 wieder ein Team stellen.